# The Nation
The Nation (рус. «Нейшн», с англ. — «Нация») — американский ежемесячный общеполитический журнал, издающийся в Нью-Йорке с 1865 года. Имеет прогрессивную (леволиберальную), критическую направленность. До января 2024 года выпускался еженедельно, что делало его старейшим непрерывно публикующимся периодическим изданием в своём роде. С 1960-х годов активно освещает не только политические, но и культурные вопросы; в 2000-х годах стал известен своими книжными рецензиями.
Был основан группой аболиционистов во главе с архитектором Фредериком Ло Олмстедом. Место главного редактора, а спустя год и владельца занял Эдвин Лоуренс Годкин. Первый номер вышел 6 июля 1865 года. Под руководством Годкина The Nation продвигал реформу гражданской службы, права афроамериканцев и государственное образование. В 1881 году Годкин продал журнал Генри Вилларду, который также купил газету New York Evening Post. После того как в 1900 году его сын Освальд Гаррисон Виллард унаследовал оба издания, The Nation выпускался в формате еженедельного дополнения к газете. В 1918 году из-за своей критической позиции по поводу участия США в Первой мировой войне Виллард был вынужден продать газету. The Nation, напротив, превратился в независимое издание и по его инициативе начал сдвигаться влево. Журнал открыто поддерживал большевиков и требовал от властей признать советское правительство, выступал с критикой маккартизма и против участия США во Вьетнамской войне.
В период с 1937 по 1965 год, находясь под управлением Фриды Кирчвей и Кэри Макуильямса, еженедельник тяжело переживал финансовые трудности и редакционные споры на фоне холодной войны. Многие подписчики перестали читать журнал, поскольку тот считался прокоммунистическим. В дальнейшем он прошёл через руки нескольких владельцев. В 1995 году его купил и начал издавать Виктор Наваски, работавший главным редактором The Nation с 1978 года. Приток новых читателей и выросший тираж позволили ему вернуть журнал на более твёрдую финансовую почву. С 2005 года издательницей является Катрина ванден Хювел, чей супруг Стивен Коэн был пишущим редактором журнала. В 1995—2019 годах она также занимала пост главного редактора, на котором её сменил Дон Дэвид Гуттенплан.
The Nation принадлежит одноимённому издательскому дому The Nation Company, L.P., расположенному в Нью-Йорке по адресу Восьмая авеню, 520. Кроме того, у журнала есть офис в Вашингтоне. На пике в 2006 году его тираж доходил до 187 тысяч экземпляров, затем количество подписок на печатную версию стало снижаться. К концу 2023 года общий тираж печатных и цифровых изданий составлял от 92 до 94 тысяч экземпляров. По состоянию на 2024 год в The Nation есть разделы, посвящённые искусству, архитектуре, музыке, поэзии, гражданским и репродуктивным правам, сексу, спорту, здравоохранению, окружающей среде, провинциальной Америке, политике с позиции «Левого побережья», вопросам законодательства и обороны, Организации Объединённых Наций и Палестине. После перехода на ежемесячный формат размер стандартного номера увеличился с 48 до 84 страниц.
Начиная с первого выпуска на полосах журнала регулярно публиковались произведения американских и зарубежных поэтов, в том числе работы Эмили Дикинсон, Уильяма Батлера Йейтса, Сильвии Плат, Пабло Неруды. Среди тех, кто в своё время сотрудничал с изданием в качестве авторов, были Мартин Лютер Кинг, Альберт Эйнштейн, Эмма Гольдман, У. Э. Б. Дюбуа, Жан-Поль Сартр, Курт Воннегут, Ханна Арендт, Джон Стейнбек, Ноам Хомский, Тони Моррисон и другие известные деятели.